# Reidžiró Wakacuki
Reidžiró Wakacuki (japonsky: 若槻 禮次郎; 21. března 1866 Macue – 20. listopadu 1949 Itó) byl japonský politik, premiér Japonska v letech 1926–1927 a sedm měsíců v roce 1931. Byl též ministrem financí (1912–1913, 1914–1915), ministrem vnitra (1924–1926) a ministrem kolonií (1931). Byl členem politických stran Rikken Dóšikai (1913–1916), Kenseikai (1916–1927) a Rikken Minseitó (1927–1940).

## Život
Narodil se v samurajské, ale chudé rodině. Byl nucen opustit střední školu za pouhých osm měsíců, protože jeho rodina si nemohla dovolit platit školné. V 16 letech začal pracovat jako suplující učitel na základní škole. V roce 1883 chtěl studovat Císařskou japonskou vojenskou akademii, protože školné bylo hrazeno ze státních výdajů, ale neuspěl u fyzické zkoušky. Nakonec vystudoval práva na Tokijské univerzitě, absolvoval roku 1892.
Po ukončení studia pracoval na ministerstvu financí jako ředitel daňového odboru a později jako náměstek ministra. V roce 1911 byl císařem jmenován do Sněmovny šlechticů (a zůstal v ní až do roku 1947). Poté působil jako ministr financí a později ministr vnitra. Ve druhé pozici pracoval na zákonu o všeobecném volebním právu pro muže a zákonu o zachování míru, který byl namířen proti komunistické hrozbě.
Po Katóově nečekané smrti v úřadu se Wakacuki ujal funkce předsedy vlády. Byl však nucen rychle rezignovat kvůli finanční krizi Šówa. Na začátku 20. let mnoho japonských firem investovalo značné prostředky do zvýšení výrobní kapacity, což byl však druh investiční bubliny. Velké zemětřesení v roce 1923 způsobilo ekonomickou depresi, která vedla ke krachu mnoha podniků. Vláda intervenovala prostřednictvím centrální banky vydáním "zemětřesných dluhopisů" předluženým bankám. V lednu 1927, když vláda navrhla vyplacení dluhopisů, se rozšířila fáma, že banky držící tyto dluhopisy zkrachují. V následném runu na banky zkrachovalo 37 bank po celém Japonsku. Wakacuki se pokusil o vydání nouzového dekretu, který by umožnil centrální bance poskytnout nouzové půjčky na záchranu těchto bank, ale proti návrhu se postavila Tajná rada (poradní orgán panovníka), načež Wakacuki podal demisi.
V roce 1930 byl hlavním delegátem na Londýnské konferenci, jejíž účastníci se zavázali k odzbrojení. Wakacuki pak na odzbrojení silně tlačil, čímž si vysloužil hněv japonské armády a různých ultranacionalistických skupin. V dubnu 1931 byl povýšen na barona (danšaku).
Poté, co byl premiér Hamaguči donucen opustit úřad kvůli vážným zraněním, jež utrpěl při pokusu o atentát, Wakacuki se podruhé stal premiérem. Velmi rychle však zjistil, že japonská armáda se vymkla politické kontrole. Nebyl schopen zabránit mukdenskému incidentu, ani udržet armádu na uzdě při další eskalaci nepřátelských akcí proti Číně. Byla to předzvěst blížícího se militaristického převratu a konce japonské demokracie.
Po rychlé demisi pokračoval v boji proti militarizaci Japonska. Protestoval i proti druhé čínsko-japonské válce, jež vypukla roku 1937, a proti zhoršování vztahů s USA. I po vypuknutí války apeloval, aby skončila co nejdříve, ale byl zatlačen do ústraní. V květnu 1945, když se doslechl o kolapsu nacistického Německa, ústraní opustil a naléhal na premiéra Kantaró Suzukiho, aby co nejdříve zahájil jednání se Spojenými státy. V srpnu se zúčastnil vládního panelu, který doporučil bezpodmínečné přijetí Postupimské deklarace. Po kapitulaci Japonska byl v červnu 1946 předvolán jako svědek obžaloby u Mezinárodního vojenského tribunálu pro Dálný východ.

## Zajímavost
Byl proslulý tím, že i ve vyšším věku praktikoval džúdžucu, lukostřelbu, rybaření a plachtění. Jako 60letý, když byl zrovna ve funkci premiéra, se plavil na jachtě se dvěma osobními strážci a sekretářkou, když tu jachta narazila do klády a převrátila se. Osobní strážci neuměli plavat, a tak je Wakacuki a sekretářka drželi na hladině, dokud nedorazila pomoc.